# La Thuillerie
Jean-François Juvenon, dit La Thuillerie, est un acteur français du XVIIe siècle, né le 18 mai 1650 à Paris où il est mort le 13 février 1688.

## Biographie
Fils de l'acteur François Juvenon, dit La Fleur, La Thuillerie embrasse la carrière comique dès l’âge de seize ans, en 1666. Le 27 avril 1672, il épouse Louise-Catherine, fille du comédien Raymond Poisson, dit Belleroche.
Acteur à la réputation sulfureuse, il joue à l'Hôtel de Bourgogne et fait partie de la première troupe de la Comédie-Française.
On représenta sous son nom : Crispin précepteur, comédie en un acte, en vers (1679) ; Soliman, tragédie (1680) ; Hercule, tragédie (1681) ; Crispin bel esprit, comédie en un acte, en vers (1681), mais ces pièces furent, avec raison, attribuées à l’abbé Abeille, et l’on fit sur La Thuillerie cette épitaphe :
Ici gît qui se nommait Jean,
Et croyait avoir fait Hercule et Soliman.

## Rôles
- 1681 : Bérénice de Jean Racine, Comédie-Française : Paulin